# Liste der Kulturdenkmäler in Lahr (Hunsrück)
In der Liste der Kulturdenkmäler in Lahr sind alle Kulturdenkmäler der rheinland-pfälzischen Ortsgemeinde Lahr aufgeführt. Grundlage ist die Denkmalliste des Landes Rheinland-Pfalz (Stand: 27. Oktober 2023).

## Einzeldenkmäler
| Bezeichnung                | Lage                         | Baujahr | Beschreibung                       | Bild                           |
| -------------------------- | ---------------------------- | ------- | ---------------------------------- | ------------------------------ |
| Katholische Oranna-Kapelle | Hauptstraße 69 Lage          | 1784    | Saalbau, bezeichnet 1784           | weitere Bilder Fotos hochladen |
| Wegekreuz                  | Hauptstraße, bei Nr. 69 Lage | 1714    | Wegekreuz, Basalt, bezeichnet 1714 | BW                             |